# Nitrato di alluminio
Il nitrato di alluminio è un nitrato con formula Al(NO3)3.
È un sale che si ottiene dalla reazione dell'idrossido di alluminio con l'acido nitrico, dalla struttura normale di idrato cristallino. La sua forma più comune è il nitrato di alluminio nonaidrato (Al(NO3)3·9H2O).
La sintesi del nitrato dall'alluminio metallico è difficile da realizzare, dato che l'alluminio non viene attaccato dall'acido nitrico a causa dello strato di ossido protettivo che si forma naturalmente sulla superficie del metallo.
Per questo prima viene attaccato con dell'idrossido di potassio, in seguito neutralizzato con l'acido nitrico per precipitare l'idrossido.
In seguito l'idrossido viene filtrato e lavato per rimuovere i residui di potassio nitrato. L'idrossido di alluminio così ottenuto viene fatto reagire con l'acido nitrico in eccesso, ottenendo il nitrato di alluminio per precipitazione attraverso una soluzione al 10% di metanolo e al 90% di isobutanolo e per asciugamento in aria.
I cristalli devono essere conservati in atmosfera secca, e sono molto sensibili all'umidità.
Il nitrato di alluminio è un forte ossidante, usato per la concia delle pelli, la produzione di antitraspiranti e inibitori di corrosione, per l'estrazione dell'uranio, la raffinazione del petrolio e per la nitrazione di composti chimici.